# James Henry Madsen
James Henry Madsen (Murray, 28 juli 1932 -  Salt Lake City, 28 november 2009) was een Amerikaans paleontoloog.
Jim was het enig kind van James Henry Madsen sr. (1901-1976) en Eva Anna Weidner (1904-1977). Op 4 juni 1956 huwde hij de twee jaar jongere studente Susan Sowles. Samen kregen ze twee kinderen: Lisa Anne Madsen en Christopher James Madsen. 
Madsen studeerde geologie aan de Universiteit van Utah. In 1959 behaalde hij daar zijn Master of Science. Eind jaren vijftig deed Madsen zijn eerste ervaring op met paleontologie toen hij door Golden York, de conservator van de collectie van de geologische faculteit, gevraagd werd dinosauriërbotten te prepareren en op te stellen in een tentoonstellingsruimte. In 1960 ging Madsen als assistent werken voor professor William Lee Stokes die op dat moment het ontzaglijke project uitvoerde om de Cleveland-Lloyd Quarry grotendeels leeg te graven. Uiteindelijk zouden er ruim tienduizend losse beenderen geborgen worden, voornamelijk van Allosaurus. Begin jaren zeventig begon Madsen, ondertussen assistant research professor of geology and geophysics, deze te inventariseren. Dat leverde gedetailleerde herbeschrijvingen op van al veel eerder bekende dinosauriërs als Allosaurus en Ceratosaurus maar ook  twee nieuwe Theropoda die Madsen zou benoemen als Stokesosaurus (1974) en Marshosaurus (1976). Madsen stelde eind jaren zeventig voor dat Allosaurus de officiële staatsdinosauriër werd van Utah, iets wat in 1988 per wet werd vastgelegd. Zelf werd hij de eerste officiële staatspaleontoloog van Utah, in welke erefunctie hij in 1988 opgevolgd zou worden door David Gillette en later James Kirkland. Madsen bleef tot in de eenentwintigste eeuw conservator van het Museum of Earth Science van de Universiteit van Utah. In 1976 hoopte Madsen dat het Cooperative Dinosaur Project dat het mogelijk gemaakt had de fossielen uit de Cleveland-Lloyd Quarry te bergen, zijn voortzetting zou vinden in doorgaand statistisch onderzoek naar die fossielen. Daarvoor bleek echter onvoldoende financiering te vinden, en de universiteit legde het project stil. Het congres van Utah schiep in 1977 een speciale positie voor Madsen bij de Utah Geological Survey die het hem mogelijk maakte als staatspaleontoloog althans de opslag van de fossielen nog een tiental jaren te waarborgen. In 1998 werd hij benoemd tot erelid van de Society of Vertebrate Palaeontology. Madsen begon zich vanaf 1977 meer toe te leggen op commerciële activiteiten.
Naast zijn strikt wetenschappelijke werk, dat zo slecht betaald werd dat hij er meestal naar verwees als zijn "hobby", voorzag Madsen vanaf begin jaren tachtig in zijn levensonderhoud door paleontologische tentoonstellingen te organiseren voor verschillende musea, via een bedrijf, Dinolab, dat hij samen met zijn vrouw leidde. Verder was hij imker, tuinier en visser. Na de dood van zijn vrouw in 2002 werd Madsen gediagnosticeerd met de Ziekte van Alzheimer. Hij overleed in 2009 in zijn voorvaderlijke woning. Hij ligt begraven op het Wasatch Lawn Memorial Park te Salt Lake City.